# Progetto HATNet
Il Progetto HATNet (Hungarian Automated Telescope Network) consiste in una ricerca astronomica a guida ungherese effettuata mediante un gruppo di sei telescopi completamente automatizzati, denominati HAT. L'obiettivo scientifico del progetto è la scoperta e caratterizzazione di pianeti extrasolari usando il metodo del transito. Il progetto è attivo anche nel campo della scoperta e monitoraggio delle stelle variabili luminose, ed è mantenuto dall'Harvard-Smithsonian Center for Astrophysics.
L'acronimo HAT significa Telescopio Automatico costruito da Ungheresi, in quanto il primo strumento è stato sviluppato da un piccolo gruppo di scienziati ungheresi che si sono incontrati tramite l'Associazione Astronomica Ungherese. Il progetto è cominciato nel 1999 ed è in piena attività dal maggio 2001.

## Strumentazione
Lo strumento prototipo, HAT-1, è stato costruito con un teleobiettivo Nikon da 180 mm di focale e 65 mm di apertura, e con un chip KAF-0401E Kodak di 512 × 768, 9 μm pixel. Il prototipo è stato testato dal 2000 al 2001 all'osservatorio di Budapest, il Konkoly Observatory.
HAT-1 è stato trasferito da Budapest all'osservatorio di Kitt Peak, in Arizona, gestito dall'osservatorio Steward, nel gennaio 2001. Tale trasferimento però ha danneggiato seriamente la strumentazione.
Due telescopi costruiti successivamente usano lenti Canon di 11 cm di diametro e rapporto focale f/1.8L per un campo visivo di 8°×8°. Sono strumenti totalmente automatizzati con in uso sensori CCD di 4 megapixel. Uno di questi opera all'osservatorio Wise. Ogni telescopio HAT è controllato da un singolo PC su Linux, senza supervisione umana. I dati sono raccolti in un database MySQL.

### HAT-South
Dal 2009 altri tre telescopi con progettazione completamente nuova si sono uniti al network. Le loro collocazioni sono in Australia, Namibia e Cile. Ogni sistema ha otto (2 x 4) astrografi Takahashi Epsilon (180 mm di diametro, f/2.8) montati insieme quasi parallelamente, tutti forniti di CCD della Apogee da 4k x 4k e montati in modo che i campi di vista si sovrappongano. I computer per l'elaborazione dei dati sono PC industriali basati su Xenomai e forniti di 10 TB di memoria. Il finanziamento del progetto è previsto fino al 2013.

## Partecipanti al progetto
HAT-1 è stato sviluppato dall'astrofisico ungherese Gáspár Bakos (Eötvös Loránd University) durante gli studi universitari (e nel primo anno post laurea) al Konkoly Observatory (Budapest), sotto la supervisione del Dott. Géza Kovács. Nello sviluppo hanno giocato un ruolo importante anche József Lázár, István Papp e Pál Sári.

## Scoperte
La prima scoperta venne annunciata il 17 settembre 2006: HAT-P-1 b è un gioviano caldo in orbita a soli 8 milioni di km dalla sua stella madre, membro di un sistema stellare binario di stelle molto simili al Sole.
Il secondo pianeta, HAT-P-2 b, è stano annunciato l'anno successivo, il 3 maggio 2007, un altro gioviano caldo. Come peculiarità il pianeta era all'epoca quello con le più alta densità e gravità superficiale.
Il Progetto HATNet ha scoperto (maggio 2013) 43 pianeti extrasolari con il metodo del transito e due pianeti (HATP-P-13 c e 17 c) individuati tramite metodo delle velocità radiali. HAT-P-13 in particolare è la prima stella con un pianeta transitante e un altro pianeta più esterno in un'orbita ben definita rilevato tramite velocità radiali. Altri due pianeti, HAT-P-13 d e HAT-P-31 c sono elencati dall'Enciclopedia dei Pianeti Extrasolari come non confermati, in attesa di ulteriori studi.
Quattro pianeti (HAT-P-10 b, 14 b, 27 b e 30 b) sono stati annunciati contemporaneamente al team di SuperWASP e per questo in letteratura riportano entrambi gli identificativi.